# 3091 van den Heuvel
3091 van den Heuvel este un asteroid din centura principală, descoperit pe 24 septembrie 1960 de PLS.